# Night Eyes
Night Eyes (Ojos en la noche en España, Miradas prohibidas en Argentina y Los ojos de la noche en Venezuela) es una película de suspenso erótico dirigido por Jag Mundhra y protagonizada por Andrew Stevens, Tanya Roberts y Cooper Huckabee. A esta película le siguieron otras tres secuelas.

## Argumento
Nikki Walker es la joven y bella esposa de la famosa estrella de rock Brian Walker. Durante una fiesta en Beverly Hills, Nikki descubre la infidelidad de su marido y, humillada, anuncia su divorcio. Sin embargo ella también no está dispuesta a marcharse con las manos vacías. Por ello ella se encarga, de que su abogado exiga para ella una cuantiosa cantidad.
Su marido, sin embargo, no está dispuesto a pagarla si hay otra solución, ya que está convencido de que ella también ha cometido adulterio. Por ello contrata a los hermanos Ernie y Will Griffith, que son de una agencia de seguridad, para vigilar a su esposa y conseguir alguna prueba de su adulterio. Para ello, tienen que seguirla y observarla, incluso en sus momentos más íntimos, donde puede surgir algo imprevisto.

## Reparto
| Actor                    | Personaje       |
| ------------------------ | --------------- |
| Andrew Stevens           | Will Griffith   |
| Tanya Roberts            | Nikki           |
| Cooper Huckabee          | Ernie           |
| Veronica Henson-Phillips | Lauretta        |
| Stephen Meadows          | Michael Vincent |
| Karen Elise Baldwin      | Ellen           |
| Warwick Sims             | Brian Walker    |

## Recepción
Hoy en día la película ha sido valorada en portales cinematográficos. En IMDb, con 765 votos registrados, el filme obtiene una media ponderada de 4,2 sobre 10. En cuanto a Rotten Tomatoes, los más de 100 votos registrados le dieron allí una valoración media de 3,1 de 5. También cabe destacar, que en el periódico La Vanguardia los usuarios que dieron su opinión allí le dieron a la película una aprobación del 35%.